# Arvydas
Arvydas ist ein litauischer und prußischer männlicher Vorname, abgeleitet von altpreussisch widdai ('sah').

## Namensträger
- Arvydas Andruškevičius (* 1954), Jurist und Agrarrechtler, Professor
- Arvydas Akstinavičius (* 1960), Politiker, Mitglied des Seimas
- Arvydas Anušauskas (* 1963), Politiker, Mitglied des Seimas und Verteidigungsminister
- Arvydas Bajoras (* 1956), Politiker, Mitglied des Seimas
- Arvydas Garbaravičius (* 1953), Politiker, Bürgermeister von Kaunas
- Arvydas Ivaškevičius (*  1956), Politiker, Mitglied des Seimas
- Arvydas Juozaitis (* 1956),  Philosoph, Journalist, olympischer Schwimmer und Politiker
- Arvydas Kostas Leščinskas (* 1946),  Politiker
- Arvydas Macijauskas (* 1980), Basketballspieler
- Arvydas Mockus (*  1960), Politiker, Mitglied des Seimas
- Arvydas Nekrošius (* 1984),  Politiker, Seimas-Vizepräsident
- Arvydas Novikovas (* 1990), Fußballspieler
- Arvydas Pocius (* 1957), Generalleutnant und Diplomat
- Arvydas Pocius (* 1958), Jurist
- Arvydas Sabonis (* 1964), Basketballspieler und Unternehmer
- Arvydas Salda (* 1955), Politiker,  Bürgermeister von Šiauliai
- Arvydas Sekmokas (* 1951), Politiker
- Arvydas Svetulevičius (* 1951), General und Politiker, Vizeminister
- Arvydas Šliogeris (1944–2019), Philosoph, Übersetzer, Essayist und Hochschullehrer
- Arvydas Vaitkus (* 1963), litauischer Manager und Politiker, Bürgermeister von Klaipėda
- Arvydas Petras Žygas (1958–2011), Anthropologe und Hochschullehrer